# 涅克拉索夫斯科耶
涅克拉索夫斯科耶（羅馬化：Nekrasovskoye）是俄罗斯雅罗斯拉夫尔州的市级镇，为该州涅克拉索夫斯科耶区行政中心及规模最大聚居地。地处雅罗斯拉夫尔州东部，位于伏尔加河左岸，在其一支流索洛尼察河（Солоница）河口处附近。该镇东距雅罗斯拉夫尔州与科斯特罗马州州界约18公里，州府雅罗斯拉夫尔位于该镇西偏南约29公里处。
1214年首见于文献，称索利韦利卡亚（Соль Великая）村，后称大索利（Большие Соли），现名则来自于俄国诗人尼古拉·阿列克谢耶维奇·涅克拉索夫。2022年人口有5,689人；2010年人口6,154；2002年人口6,489；1989年人口6,950。